# The Spotted Lily
The Spotted Lily è un film muto del 1917 diretto da Harry Solter. Sceneggiato da J. Grubb Alexander su un soggetto di Fred Myton, aveva come interpreti Ella Hall, Jack Nelson, George Beranger, Victor Rodman, Gretchen Lederer, Charles Hill Mailes, Wilton Taylor, Leon De La Mothe.

## Trama

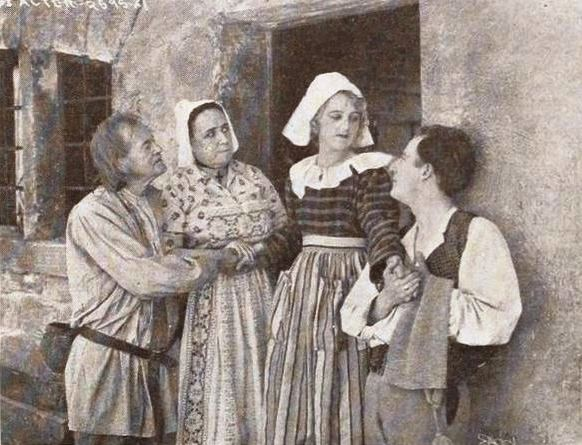
Ella Hall e Victor Rodman (a sinistra)

Lasciata dal ricco e aristocratico amante senza scrupoli che ha voluto sbarazzarsi di lei, gravemente malata e senza speranza, Yvonne Lamour ritrova il suo vecchio fidanzato Anatole, diventato prete dopo il suo abbandono, a cui chiede di prendersi cura, quando lei sarà morta, di sua figlia, la piccola Yvonne. Passano gli anni. La bambina è diventata una ragazza. Il suo amore è Jean Duval, un giovane violinista che ricambia il suo sentimento. Quando scoppia la guerra che devasta il paese, Anatole ripara insieme a Yvonne e a Jean negli Stati Uniti. Poveri e senza mezzi, i tre francesi patiscono anche la fame. Jean cerca di guadagnarsi da vivere suonando il suo violino, ma senza successo. Disperato, impegna lo strumento musicale per poter comperare qualcosa da mangiare ma conosce Sonia Maroff, una signora molto ricca che si incapriccia del giovane musicista. Vittima del fascino della donna, Jean diventa il suo amante. Intanto Yvonne, per vivere e sostenere il vecchio e malato Anatole, è costretta a cantare in un café. Dopo la morte del prete, Yvonne compera con i suoi guadagni il violino di Jean, riconsegnandoglielo. Quel gesto di altruismo risveglia i buoni sentimenti del giovane che, rendendosi conto dell'abiezione in cui è caduto, lascia Sonia per tornare da Yvonne.

## Produzione
Il film, prodotto dalla Bluebird Photoplays (Universal Film Manufacturing Company), venne girato in California, a Universal City, negli Universal Studios al 100 di Universal City Plaza, con il titolo di lavorazione Bitter Sweet.

## Distribuzione
Il copyright del film, richiesto dalla Bluebird Photoplays, Inc., fu registrato l'11 settembre 1917 con il numero LP11400.

Distribuito dalla Bluebird Photoplays attraverso la Universal Film Manufacturing Company, il film uscì nelle sale statunitensi il 1º ottobre 1917.

### Conservazione
Copie incomplete della pellicola si trovano conservate negli archivi della Library of Congress di Washington e nei National Archives Of Canada di Ottawa.